# Ephippiandra tsaratanensis
Ephippiandra tsaratanensis là một loài thực vật có hoa trong họ Monimiaceae. Loài này được (Cavaco) Lorence miêu tả khoa học đầu tiên năm 1985.